# Język malajski wysp Banda
Język malajski wysp Banda (bahasa Melayu Banda) – język używany na wyspach Banda w prowincji Moluki w Indonezji. Według danych z 2000 roku posługiwało się nim wówczas blisko 4 tys. osób (SIL International). Według innych szacunków (2009) ma 13 500 użytkowników, zamieszkujących wyspy Banda oraz Seram i Ambon. Lokalnie jest określany jako bahasa Banda. Nie został bliżej opisany.
Jego przynależność nie została dobrze ustalona. Należy do grupy wschodnich odmian języka malajskiego, które bywają uznawane za języki kreolskie. Cechuje się obfitością pożyczek z języka niderlandzkiego, które sięgają m.in. leksyki związanej z gospodarstwem domowym. Być może powinien być klasyfikowany jako dialekt malajskiego ambońskiego; niewykluczone, że jest bliżej spokrewniony ze słabo poznaną odmianą wysp Aru (Dobo Malay). Od odmiany wyspy Ambon odróżnia go m.in. zaimek 2. os. lp. – pane. Między tymi odmianami występują też duże różnice w słownictwie i prozodii. Sami użytkownicy podkreślają odrębność bahasa Banda od bahasa Ambon.
Stanowi główny język wysp Banda, dominujący wśród mieszkańców jako język pierwszy. Jego użytkownicy przeważnie władają również malajskim ambońskim. Powszechnie znany jest też język indonezyjski.
Jest to jeden z dwóch języków, które określono terminem Banda Malay. Historycznie na wyspie Banda istniała inna kontaktowa forma języka malajskiego, która służyła do komunikacji między tubylcami a kupcami jawajskimi. Język ten zanikł na początku XVII wieku.